# Summer McIntosh
Summer McIntosh (Toronto, 18 de agosto de 2006) é uma nadadora canadense. Ela tem três medalhas de ouro Olímpica e quatro medalhas de ouro do Campeonato Mundial de Esportes Aquáticos, especializada em natação pura nas modalidades livre, borboleta e medley. Quando tinha apenas 14 anos, foi a nadadora mais jovem da equipe canadense nos Jogos Olímpicos de Verão de 2020, onde alcançou um notável quarto lugar nos 400 metros livres.
No ano seguinte, tornou-se a mais jovem campeã mundial de natação em mais de uma década e a primeira canadense a vencer duas medalhas de ouro em um único campeonato mundial, levando-a ser apelidada de "sensação da natação adolescente". Neste mundial, realizado em Budapeste em 2022, ela fora vencedora nas provas de 200 m borboleta e 400 m medley, além de ter ficado com as medalhas de prata e bronze nas provas de 400 m livre e 4x200 m livre, respectivamente.
Em março e abril de 2023, durante um período de cinco dias, estabeleceu seu primeiro e segundo recordes mundiais, nas provas de 400 metros livres e 400 medley individual, nas seletivas canadenses.
Por sua vez, no Campeonato Mundial de Esportes Aquáticos de 2023, realizado em Fukuoka, no Japão, em sua segunda disputa profissional no evento, McIntosh tornou-se bicampeã nos 200 m borboleta, estabelecendo o novo recorde do continente americano; além de ter conquistado a medalha de bronze nos 200 m livres, estabelecendo o novo recorde canadiano.